# Atsushi Takahashi
| 4644 Oumu             | 16 settembre 1990 |
| 4677 Hiroshi          | 26 settembre 1990 |
| 4746 Doi              | 9 ottobre 1989    |
| 4795 Kihara           | 7 febbraio 1989   |
| 4905 Hiromi           | 15 maggio 1991    |
| 5214 Oozora           | 13 novembre 1990  |
| 5750 Kandatai         | 11 aprile 1991    |
| 6049 Toda             | 2 novembre 1991   |
| 6644 Jugaku           | 5 gennaio 1991    |
| 6778 Tosamakoto       | 4 ottobre 1989    |
| 7826 Kinugasa         | 2 novembre 1991   |
| 10319 Toshiharu       | 11 ottobre 1990   |
| 12734 Haruna          | 29 ottobre 1991   |
| 13540 Kazukitakahashi | 29 ottobre 1991   |
| 15716 Narahara        | 29 novembre 1989  |
| 15729 Yumikoitahana   | 16 ottobre 1990   |
| 20019 Yukiotanaka     | 2 novembre 1991   |
| 23495 Nagaotoshiko    | 29 ottobre 1991   |
| 24726 Nagatatetsuya   | 2 novembre 1991   |

Atsushi Takahashi (高橋篤志; 1965) è un astronomo giapponese.
Il Minor Planet Center gli accredita le scoperte di ventuno asteroidi, effettuate tra il 1989 e il 1991, tutte in collaborazione con Kazuro Watanabe.
Gli è stato dedicato l'asteroide 4842 Atsushi.